# Валеріу Гаю
Валеріу Гаю (рум. Valeriu Gaiu; нар. 6 лютого 2001, Молдова) — молдовський футболіст, правий захисник німецького «Вільгельмсгафена».

## Життєпис
Дебютував за тираспольський «Шериф» у Національному дивізіону Молдови 3 липня 2020 року в переможному (2:0) домашньому поєдинку проти «Сперанци» (Ніспорени). 2 липня 2021 року стало відомо, що Валеріцу перейде в оренду до «Динамо-Авто». У лютому 2022 року перейшов в оренду до «Бєльці».